# Sarah-Jane Hutt
Sarah-Jane Hutt (Poole, 3 de outubro de 1964) é uma modelo e rainha da beleza da Inglaterra, Reino Unido, que venceu o Miss Mundo 1983.
Ela foi a quinta do Reino Unido a vencer este concurso, atrás de Rosemarie Frankland em 1961, Ann Sydney em 1964, Lesley Langley em 1965 e Helen Morgan em 1974 - esta última foi obrigada a renunciar quatro dias depois de eleita por ser mãe solteira.

## Miss Mundo 1983
No dia 17 de novembro de 1983, em Londres, Sarah, então com 19 anos de idade, derrotou outras 71 concorrentes e venceu o Miss Mundo 1983.
Após vencer ela disse: "eu nunca pensei que pudesse vencer. É a maior honra da minha vida". Já seu pai, Colin, disse que estava certo de sua vitória, mas que não acreditava que ela era a moça mais bonita do mundo.
O baile após o concurso contou com a presença da Princesa Margarete, irmã da Rainha Elizabeth, e a imagem da princesa com Sarah foi estampada nos jornais no dia seguinte. (acesse a imagem)
Como prêmio, ela recebeu 45.000 libras.